# Sofia Jakobsson
Eva Sofia Jakobsson, född 23 april 1990 i Örnsköldsvik, är en svensk fotbollsspelare, som har spelat för en rad proffsklubbar. Sedan 13 september 2024 spelar hon för London City Lionesses.
Jakobsson gjorde debut i Sveriges damlandslag i fotboll 2011, och har vunnit OS-silver 2016 och 2021 samt VM-brons 2011, 2019 och 2023. Hon har gått på fotbollsgymnasiet i Växjö.

## Klubbkarriär
Jakobsson spelade mellan åren 2014 och 2019 i Montpellier HSC i Frankrike. 
Inför säsongen 2019/20 skrev hon på för Real Madrid Femenino, där hon spelade  till och med 27 juni 2021 då hon gjorde sin sista match för klubben mot UD Granadilla Tenerife.
Den 2 juli 2021 värvades Jakobsson av tyska Bayern München, där hon skrev på ett tvåårskontrakt. Vid årsskiftet 2021/2022 bröt hon dock kontraktet med Bayern och skrev därefter på ett nytt kontrakt med det nystartade amerikanska förstadivisionslaget San Diego Wave i National Women's Soccer League.

## Landslagskarriär
Jakobsson debuterade i landslaget 2011. Hon har (2025) spelat 166 A-landskamper för Sverige och gjort 23 mål. Hon var en del av Sveriges trupp under VM i Kanada 2015, och blev målskytt i Sveriges sista gruppspelsmatch mot Australien. Hon var även med i det lag som 2016 tog olympiskt silver.
I maj 2019 blev Jakobsson uttagen till Sveriges trupp i VM i Frankrike 2019. Sverige vann brons, och Jakobsson gjorde det avgörande målet i matchen om bronset mot England. Hon utsågs till matchens spelare i kvartsfinalen mot Tyskland, där hon även gjorde mål, samt i bronsmatchen. Hon dedikerade sina framgångar under VM 2019 till sin bror, som tidigare vårdats på intensiven efter en olycka.

## Utmärkelser
Sofia Jakobsson blev vald till den franska ligans bästa spelare säsongen 2014/2015, framröstad av tränarna i ligan. Under denna säsong gjorde hon bland annat 15 mål på 22 ligamatcher för sin klubb Montpellier HSC.